# Zwaluwenburg
Zwaluwenburg is een kasteel en landgoed noordelijk gelegen van het dorp 't Harde, op de Veluwe in de gemeente Elburg in de Nederlandse provincie Gelderland.
De vroegste vermelding stamt uit 1326, toen het goed beleend werd aan het geslacht Van Wijnbergen. In 1728 werd op de fundamenten van het kasteel Wijnbergen het tegenwoordig nog bestaande landhuis gebouwd door Anthony Zwier van Haersolte en zijn vrouw Coenradina van Dedem.
Sinds 2004 zijn het landhuis, het landgoed (de historische tuin- en parkaanleg), de toegangsbrug, enkele boerderijen en andere bijgebouwen beschermd als rijksmonument.

## Kasteel
Het landhuis uit 1728 heeft twee bijgebouwen, die met kwartronde verbindingen aan het huis zijn verbonden, hetgeen bijzonder is. De bijgebouwen werden in de 19e eeuw nog uitgebreid. 
Het huis zelf, plus het gebied binnen de slotgracht is particulier bezit en niet toegankelijk voor het publiek. Een uitzondering hierop vormen enkele vertrekken, die tussen 1963 en 2018 tijdens de zomermaanden (medio mei - medio september) in gebruik waren als galerie. Hier exposeerden ook gerenommeerde kunstenaars als Berry Brugman, Jan Budding, Freek van den Berg, Paul Citroen, Thomas Rodr, Matthijs Röling, Sierk Schröder, Carel Willink en Ans Wortel.

## Landgoed
Sinds 1 juli 1973 is de Stichting Het Geldersch Landschap eigenaar van het landgoed rondom het huis en naaste omgeving. De huidige opzet van het park dateert uit de 18e eeuw, van na de bouw van het landhuis. In de 19e eeuw is het park veranderd.